# Trichorondibilis rufipennis
Trichorondibilis rufipennis är en skalbaggsart som beskrevs av Stefan von Breuning 1960. Trichorondibilis rufipennis ingår i släktet Trichorondibilis och familjen långhorningar. Inga underarter finns listade i Catalogue of Life.